# Koka björn (roman)
Koka björn är en roman inom deckargenren från 2017 av den svenska författaren Mikael Niemi.

## Handling
Pigan Hilda påträffas död i ett kärr i Norrbotten under 1850–talet, och hennes död avskrivs av den lokala polisen som förorsakad av en slagbjörn. Men väckelsepredikanten tillika grundaren av læstadianism, Lars Levi Læstadius, tror sig se att flickan bragts om livet av människohand.
Tillsammans med den samiska fosterpojken Jussi ger sig Læstadius ut för att ta reda på vad som hänt Hilda. Under utredningens gång blir motsättningen mellan samerna, svenskarna och tornedalingarna tydligare. I takt med utredningen växer även Jussi som person, och duon uppdagar mer än ett brott.

## Bearbetningar

### Översättningar
Romanen hade 2021 översatts och givits ut i ett tiotal länder, däribland i Frankrike, Norge, Spanien, Storbritannien, Tyskland och USA.

### Dramatisering
Den samiska nationalteatern Beaivváš i Kautokeino, Nordnorge, satte 2021 upp en dramatisering av romanen med samma namn. För manus och regi stod Leif Stinnerbom.
Uppsättningen var en del i firandet av teaterns 40 årsjubileum. På grund av restriktionerna till följd av covid-19-pandemin spelades teatern på en utomhusscen bland annat uppbyggd av snö, såväl i Kautokeino som när den efter premiären i mars 2021 turnerade runt till  Karasjok, Tana, Alta och Tromsö i Nordnorge.
I uppsättningen syntes bland andra skådespelarna Nils Henrik Buljo, Emil Karlsen och Mary Sarre, Paul-Ottar Haga, samt Jakob Hultcrantz. Skådespelaren Göran Forsmark var först tänkt att spelar huvudrollen, men han gick bort året innan föreställningen sattes upp.

### Filmatisering
Romanen ska även släppas som TV-serie av Disney+. Serien, som kommer ha samma namn som romanen, förväntas ha premiär under 2025.